# Česká baseballová extraliga 2007
Česká baseballová extraliga 2007 byl v pořadí 15. ročník nejvyšší české  ligové soutěže v baseballu. Potřinácté v řadě  zvítězil  tým SK Draci Brno. 

## Konečné pořadí
| Poř. | Tým                 |
| ---- | ------------------- |
| 1.   | Draci Brno          |
| 2.   | MZLU Express Brno   |
| 3.   | Krč Altron          |
| 4.   | Arrows Ostrava      |
| 5.   | Technika Brno       |
| 6.   | Skokani Olomouc     |
| 7.   | Tegola Titans Praha |
| 8.   | Black Hills Blansko |

## Základní část
Konečná tabulka po základní části
| Poř. | Tým                 | Záp. | V  | P  | Skóre   | Body |
| ---- | ------------------- | ---- | -- | -- | ------- | ---- |
| 1.   | Draci Brno          | 28   | 25 | 3  | 200:76  | 892  |
| 2.   | MZLU Express Brno   | 28   | 20 | 8  | 149:102 | 714  |
| 3.   | Krč Altron          | 28   | 17 | 11 | 138:84  | 607  |
| 4.   | Arrows Ostrava      | 28   | 17 | 11 | 203:140 | 607  |
| 5.   | Technika Brno       | 28   | 15 | 13 | 181:120 | 535  |
| 6.   | Skokani Olomouc     | 28   | 8  | 20 | 133:225 | 286  |
| 7.   | Tempo Titans Praha  | 28   | 6  | 22 | 92:192  | 214  |
| 8.   | Black Hills Blansko | 28   | 4  | 24 | 83:240  | 143  |

## Play-off
Hrálo se na tři vítězná utkání. 

Semifinále
- Draci Brno – Arrows Ostrava 3:0 (7:3, 5:3, 6:5)
- MZLU Express Brno – Krč Altron 3:1 (7:3, 3:9, 4:2, 17:0)

Finále
- Draci Brno – MZLU Express Brno 3:0 (3:2, 3:2, 3:0)